# António Vitorino

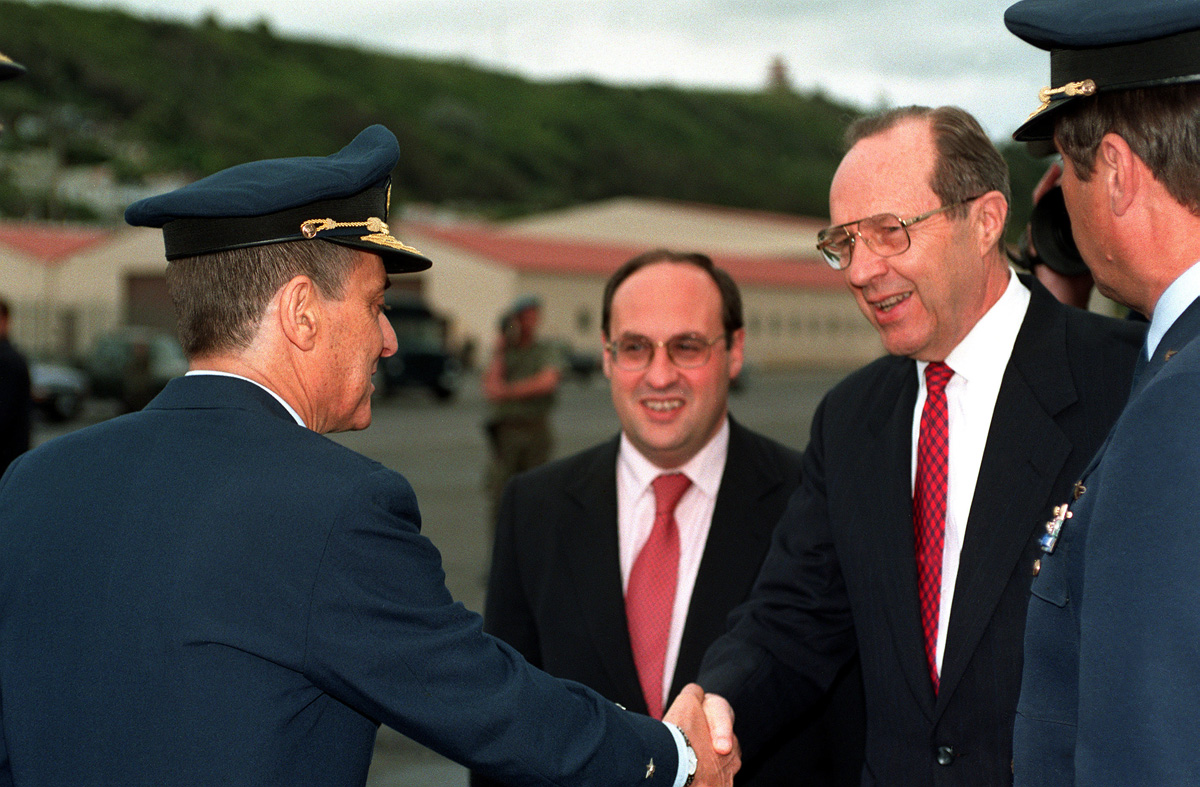
Antonio Vitorino, i mitten

António Vitorino, född 12 januari 1957 i Lissabon, är en portugisisk politiker och jurist.
Vitorino är utbildad jurist från Universitetet i Lissabon och har varit ledamot av Assembleia da República (parlamentet) för socialistpartiet, Partido Socialista. Han var domare i Portugals konstitutionsdomstol 1989-1994, ledamot av Europaparlamentet 1994-1995, försvarsminister och vice premiärminister 1995-1997 samt EU-kommissionär med ansvar för rättvisa, frihet och säkerhet i Prodi-kommissionen 1999-2004.

## Fotnoter
1. ↑  Europaparlamentets ledamöter, Europaparlamentariker-ID: 2159, läst: 20 april 2022.[källa från Wikidata]
2. 1 2  Tjeckiska nationalbibliotekets databas, NKC-ID: mub2015862181, läst: 27 juni 2023.[källa från Wikidata]
3. ↑  Portugals parlament ledamots-ID: 1205.[källa från Wikidata]
4. ↑  Europaparlamentets ledamöter, Europaparlamentariker-ID: 2159.[källa från Wikidata]
5. ↑  läs online, casacomum.org , läst: 15 maj 2022.[källa från Wikidata]
6. ↑  BOE-ID: BOE-A-2002-24387.[källa från Wikidata]
7. ↑  läs online, www.ordens.presidencia.pt .[källa från Wikidata]